# Peveter olímpic (Barcelona)
El peveter olímpic per al Jocs Olímpics de Barcelona 1992 està situat a l'Estadi Olímpic Lluís Companys, a la muntanya de Montjuïc de Barcelona. La seva flama, que en els orígens dels Jocs a Olímpia simbolitzava l'esperit dels déus grecs, va presidir els Jocs dia i nit. Obra dels dissenyadors Ramon Bigas i Balcells i Pep Sant i Pont, inspirada en Gaudí i en la Mediterrània, per la forma del fust evoca les corbes que sovint l'arquitecte modernista va plasmar en les seves obres, i per la semblança del peveter amb les timons de les barques antigues que solcaven la Mediterrània.
La cubeta és de titani oxidat, un metall que té un color blavós i molt irisat, la peanya sobre la que se sosté la cubeta té un revestiment d'alumini. El fust s'alça 12 metres per damunt de la paret de l'estadi i 26 metres sobre el nivell de l'avinguda de l'Estadi. La flama és de color carbassa, aconseguit fent que el gas cremi amb poc aire, és a dir, amb mala carburació. consumeix 450 m³ de gas cada hora.
L'encesa del peveter durant la cerimònia inaugural dels Jocs la va fer l'arquer Antonio Rebollo Liñán, atleta paralímpic, al que li va passar la flama amb la torxa olímpica el baloncestista Juan Antonio San Epifanio, Epi. Rebollo va disparar la fletxa encesa que, en passar per sobre del peveter, el sistema del gas encenia la flama olímpica.